# Armorial des freguesias de Leiria
- il comporte peu ou pas de sources.
- il reste des blasons à dessiner dans cet armorial.

Cette page donne les armoiries (figures et blasonnements) des freguesias de Leiria. 
| Image | Nom de la commune et blasonnement |
| ----- | --- |
|       | Amor |
|       | Arrabal |
|       | Azoia |
|       | Bajouca |
|       | Barosa |
|       | Barreira |
|       | Bidoeira de Cima |
|       | Boa Vista de sinople à deux épis de blé passés en sautoir à leur base, surmontés d'une fleur de lys d'argent et soutenus d'un cochon au naturel |
|       | Caranguejeira |
|       | Carreira |
|       | Carvide |
|       | Chainça |
|       | Coimbrão |
|       | Colmeias |
|       | Cortes |
|       | Leiria |
|       | Maceira |
|       | Marrazes |
|       | Memória |
|       | Milagres |
|       | Monte Real |
|       | Monte Redondo |
|       | Ortigosa |
|       | Parceiros |
|       | Pousos |
|       | Regueira de Pontes |
|       | Santa Catarina da Serra |
|       | Santa Eufémia |
|       | Souto da Carpalhosa |